# Oost-Attica
Oost-Attica (Grieks: Ανατολική Αττική, Anatolikí Attikí) is een periferie-district (perifereiaki enotita) in de Griekse regio Attica. De hoofdstad is Pallini en Oost-Attica had 403.918 inwoners (2001).
Het periferie-district omvat het noordelijke en oostelijke deel van het stedelijk gebied rondom Athene.

## Plaatsen[2]
Door de bestuurlijke herindeling (Programma Kallikrates) werden de departementen afgeschaft vanaf 2011. Het departement “Oost-Attica” werd een regionale eenheid (perifereiaki enotita). Er werden eveneens gemeentelijke herindelingen doorgevoerd, in de tabel hieronder “GEMEENTE” genoemd.
| Plaats               | Hoofdplaats (vroeger) | Postcode        | GEMEENTE               | Hoofdplaats van de gemeente |
| -------------------- | --------------------- | --------------- | ---------------------- | --------------------------- |
| Acharnes             |                       | 136 71 - 75, 77 | Acharnes               | Acharnes                    |
| Afidnes              |                       | 190 14          | Oropos                 | Oropos                      |
| Agios Konstantinos   |                       | 195 00          | Lavreotiki             | Lavrio                      |
| Agios Stefanos       |                       | 145 65          | Dionysos               | Agios Stefanos              |
| Anavyssos            |                       | 190 13          | Saronikos              | Kalyvia Thorikou            |
| Anoixi               |                       | 145 xx          | Dionysos               | Agios Stefanos              |
| Anthousa             |                       | 153 49          | Pallini                | Gerakas                     |
| Artemida             |                       | 190 16          | Spata-Artemida         | Spata                       |
| Avlonas              |                       | 190 11          | Oropos                 | Oropos                      |
| Dionysos             |                       | 145 76          | Dionysos               | Agios Stefanos              |
| Drosia               |                       | 145 72          | Dionysos               | Agios Stefanos              |
| Gerakas              |                       | 153 44          | Pallini                | Gerakas                     |
| Glyka Nera           |                       | 153 54          | Paiania                | Paiania                     |
| Grammatiko           |                       | 190 07          | Marathonas             | Marathonas                  |
| Kalamos              |                       | 190 14          | Oropos                 | Oropos                      |
| Kalyvia Thorikou     |                       | 190 10          | Saronikos              | Kalyvia Thorikou            |
| Kapandriti           |                       | 190 14          | Oropos                 | Oropos                      |
| Keratea              |                       | 190 01          | Lavreotiki             | Lavrio                      |
| Kouvaras             |                       | 190 03          | Saronikos              | Kalyvia Thorikou            |
| Kropia               |                       | 194 00          | Kropia                 | Koropi                      |
| Kryoneri             |                       | 145 68          | Dionysos               | Agios Stefanos              |
| Lavrio               |                       | 195 00          | Lavreotiki             | Lavrio                      |
| Malakasa             |                       | 190 11          | Oropos                 | Oropos                      |
| Marathonas           |                       | 190 07          | Marathonas             | Marathonas                  |
| Markopoulo Mesogaias | Markopoulo            | 190 03          | Markopoulo Mesogaias   | Markopoulo                  |
| Markopoulo Oropou    |                       | 190 15          | Oropos                 | Oropos                      |
| Nea Makri            |                       | 190 05          | Marathonas             | Marathonas                  |
| Oropos               |                       | 190 15          | Oropos                 | Oropos                      |
| Paiania              |                       | 190 02          | Paiania                | Paiania                     |
| Palaia Fokaia        |                       | 190 13          | Saronikos              | Kalyvia Thorikou            |
| Pallini              |                       | 153 51          | Pallini                | Gerakas                     |
| Pikermi              |                       | 190 09          | Rafina-Pikermi         | Rafina                      |
| Polydendri           |                       | 190 14          | Oropos                 | Oropos                      |
| Rafina               |                       | 190 09          | Rafina-Pikermi         | Rafina                      |
| Rodopoli             |                       | 145 74          | Dionysos               | Agios Stefanos              |
| Saronida             |                       | 190 13          | Saronikos              | Kalyvia Thorikou            |
| Spata - Loutsa       |                       | 190 04          | Spata-Artemida         | Spata                       |
| Stamata              |                       | 145 75          | Dionysos               | Agios Stefanos              |
| Sykamino             |                       | 190 15          | Oropos                 | Oropos                      |
| Thrakomakedones      |                       | 136 76          | Acharnes               | Acharnes                    |
| Vari                 |                       | 166 72          | Vari-Voula-Vouliagmeni | Voula                       |
| Varnavas             |                       | 190 14          | Marathonas             | Marathonas                  |
| Voula                |                       | 166 73          | Vari-Voula-Vouliagmeni | Voula                       |
| Vouliagmeni          |                       | 166 71          | Vari-Voula-Vouliagmeni | Voula                       |